# Høgholmen (Austevoll)
Ne doit pas être confondu avec Høgholmen, Høgholmen (Fjell) ou Høgholmen (Masfjorden).
Høgholmen est une île norvégienne du comté de Hordaland appartenant administrativement à Bekkjarvik (Austevoll).

## Description
Rocheuse et couverte d'une légère végétation, elle s'étend sur environ 100 m de longueur pour une largeur approximative de 70 m.